# Dreimächtepakt

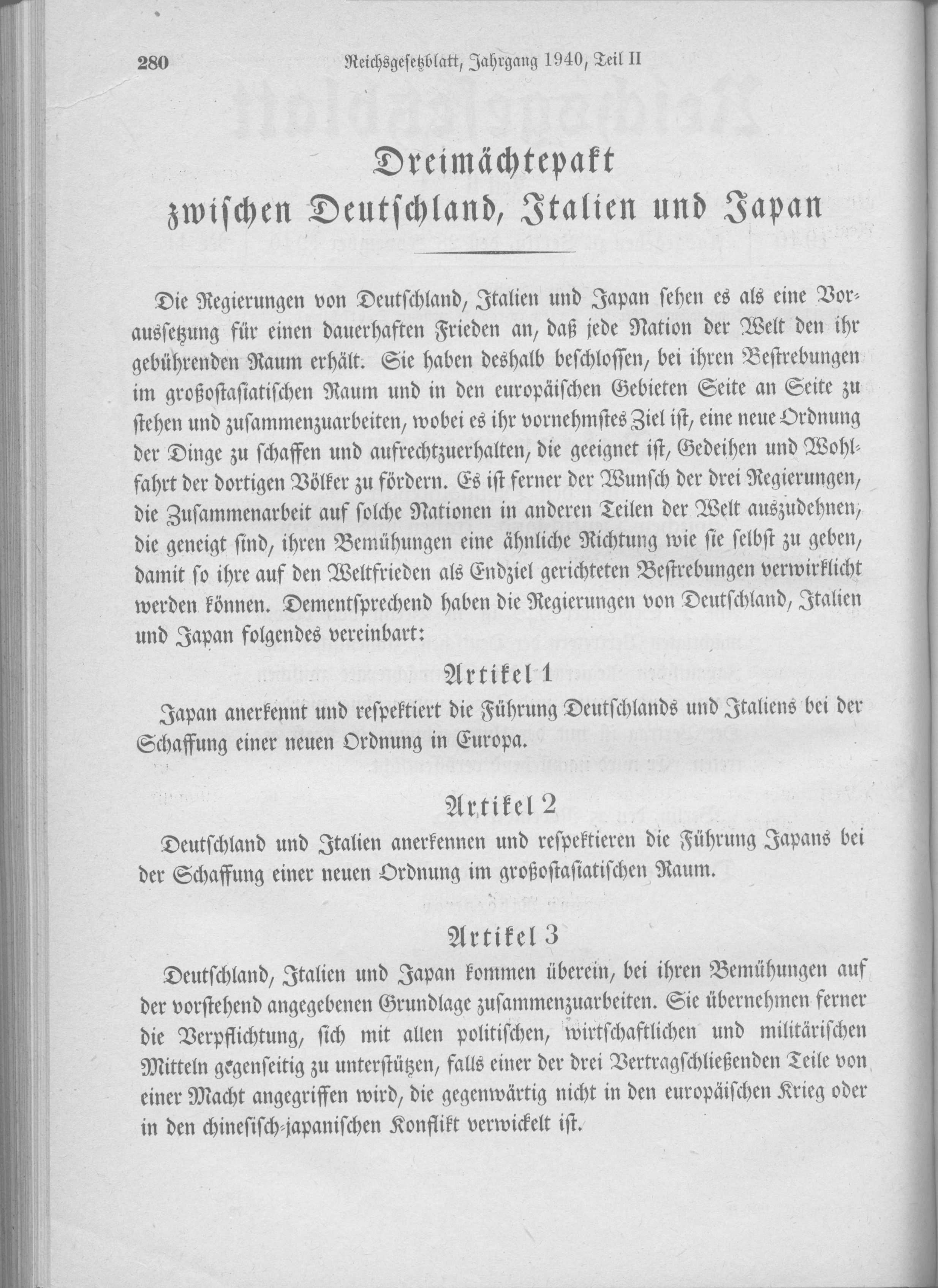
Bekanntmachung im Reichsgesetzblatt vom 28. November 1940

Der Dreimächtepakt war ein am 27. September 1940 auf Initiative Adolf Hitlers geschlossener Vertrag des Deutschen Reiches mit dem Kaiserreich Japan und dem Königreich Italien, dem sich danach weitere Staaten anschlossen. Er wurde von den Vertragspartnern auch als Achse Berlin-Rom-Tokio bezeichnet.

## Hintergrund

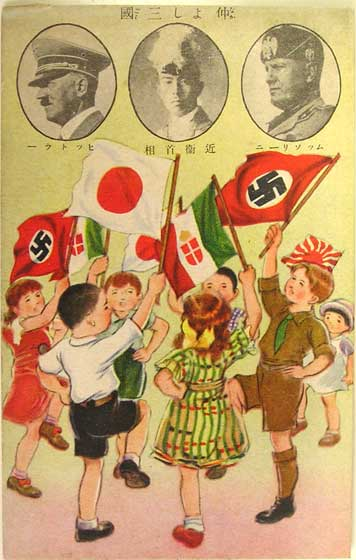
Japanisches Propagandaplakat von 1940: „Gute Freunde aus drei Ländern“, oben: Hitler, Premier Konoe und Mussolini (仲良し三国, nakayoshi san-goku)

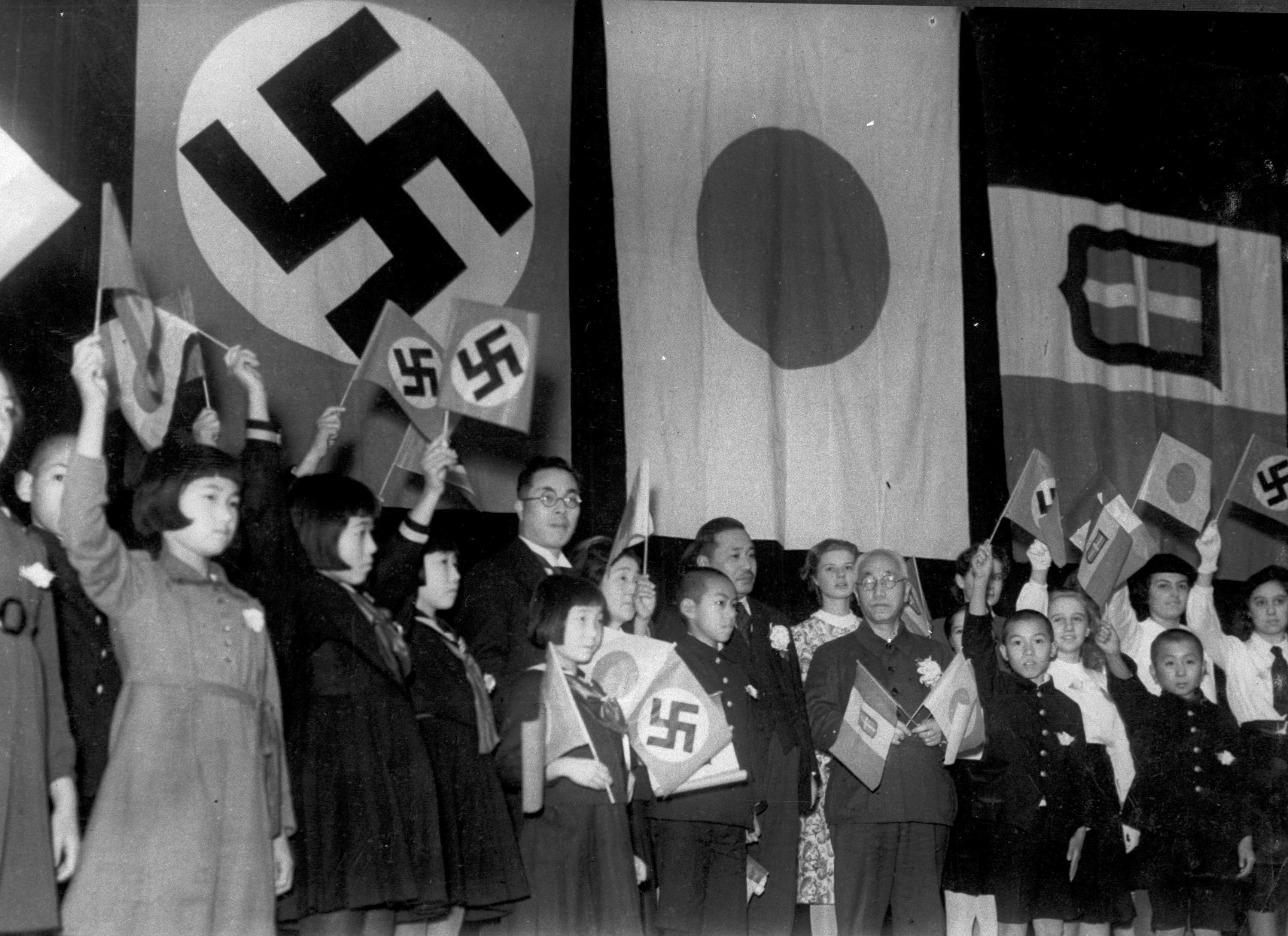
Offizielle Feier zum Dreimächtepakt in Tokio (1940)

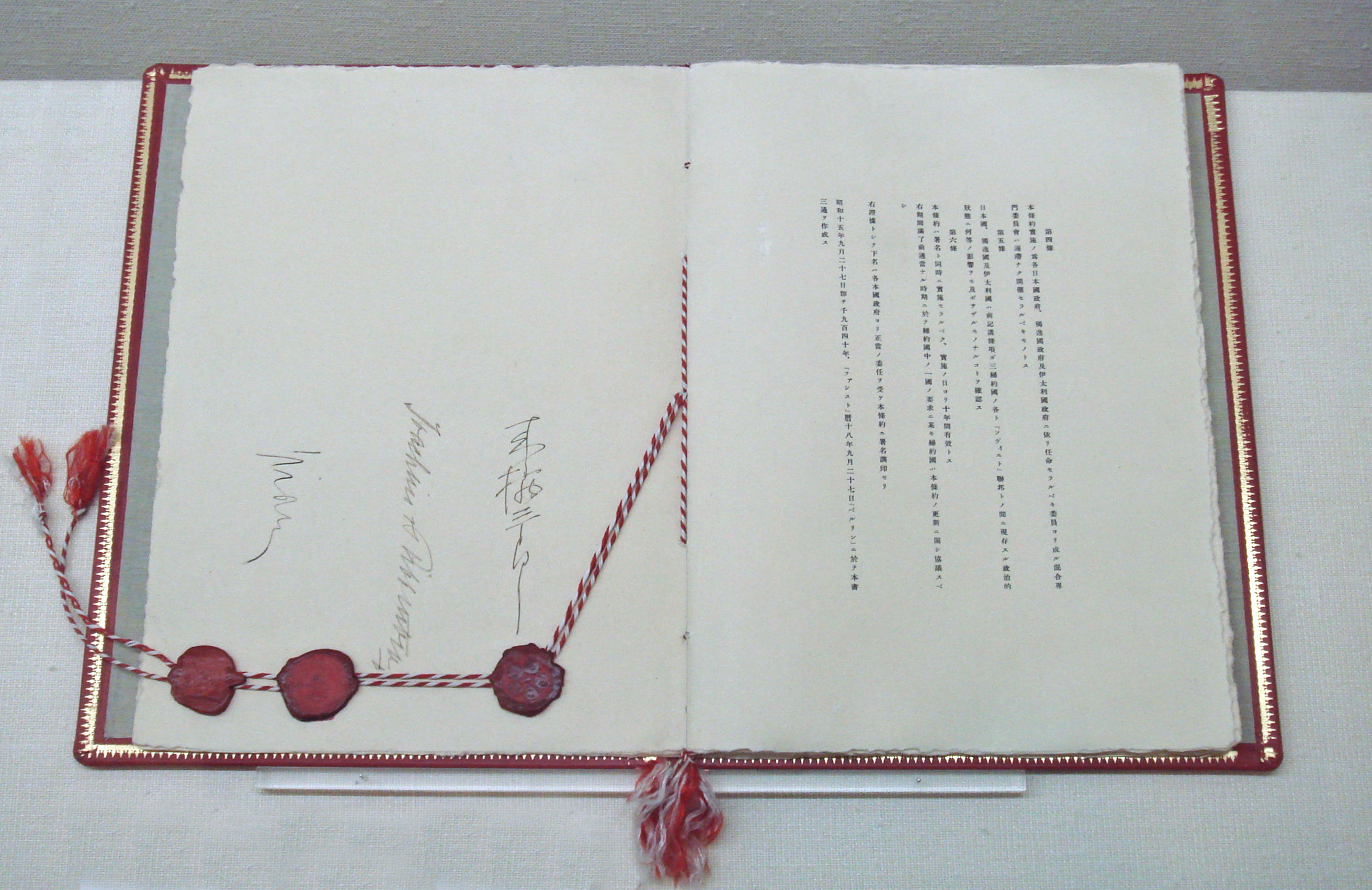
Dreimächtepakt, japanische Fassung, unterzeichnet von: Kurusu, von Ribbentrop und Ciano

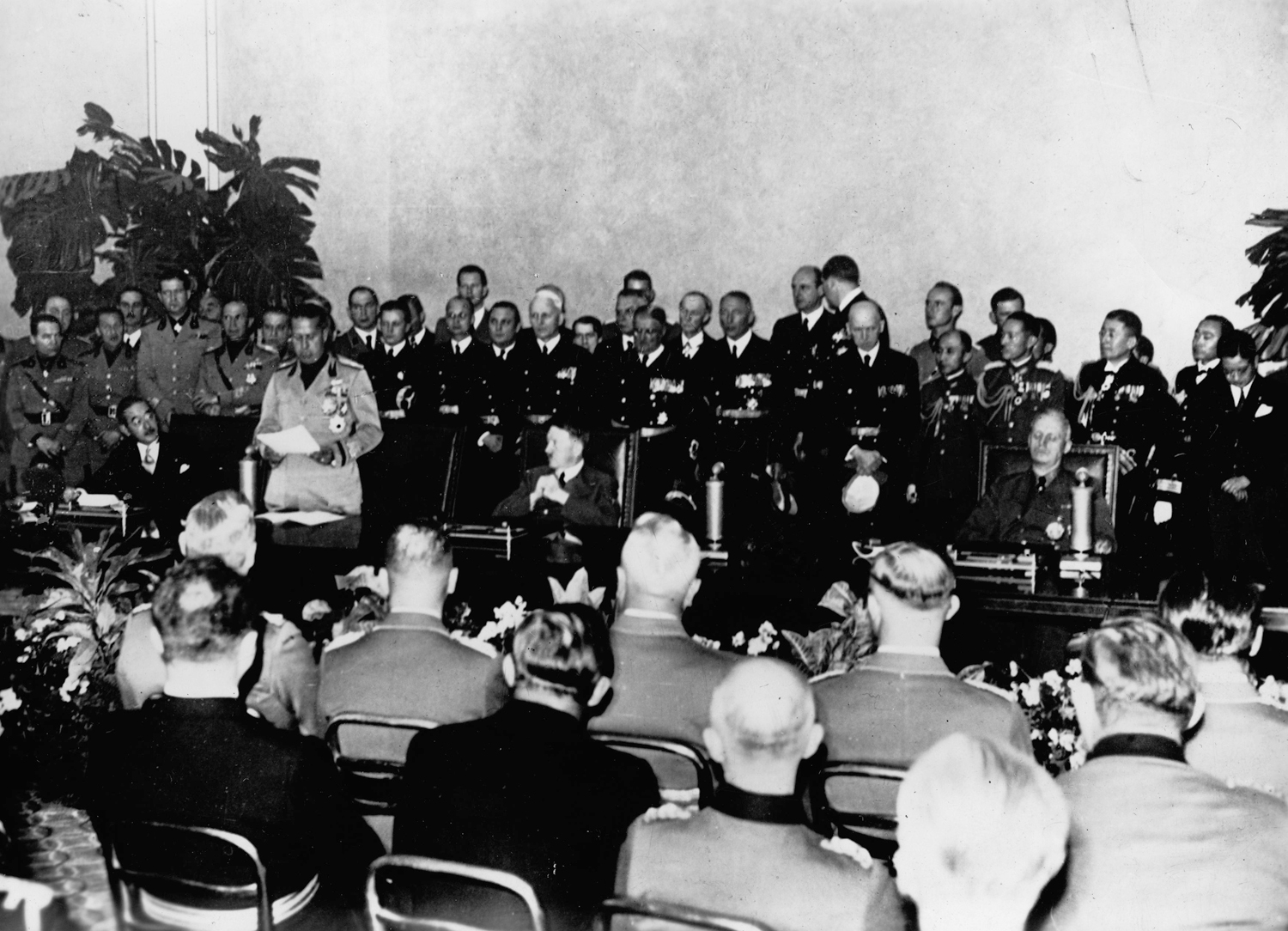
Unterzeichnung des Dreimächtepakts (von links): Botschafter Kurusu Außenminister Ciano (stehend), Adolf Hitler und von Ribbentrop

Der für zunächst zehn Jahre gültige Pakt erweiterte den Antikominternpakt um eine ausgedehnte militärische Kooperation.
Das Bündnis mit Japan sollte mit der Drohung im Artikel III, zusätzlich zum Atlantischen Kriegsschauplatz im Pazifischen Ozean einen weiteren Kriegsschauplatz zu eröffnen, den Kriegseintritt der USA auf der Seite Großbritanniens verhindern. Japan behielt sich jedoch in einer Geheimakte vor, im Bündnisfall autonom zu entscheiden, ob es den USA den Krieg erklären werde oder nicht.
Nach der Niederlage Frankreichs im Westfeldzug hoffte Hitler, Großbritannien zu einem Waffenstillstand bringen zu können. Die USA unterstützten Großbritannien bereits indirekt. Der Pakt gab auch der Sowjetunion eine Gelegenheit zum Beitritt.
Neben der militärischen Zusammenarbeit sicherte der Pakt auch die Aufteilung der Welt in drei Interessensgebiete: Während das Mittelmeer als originäre Einflusssphäre Italiens deklariert wurde und das Deutsche Reich den osteuropäischen Raum als Einflussgebiet betrachten sollte, bekam Japan den ostasiatischen Raum als Einflussgebiet zugesprochen. Das bedeutete für Deutschland den Verzicht auf die Rückgewinnung seiner ehemaligen Kolonien im Pazifikraum – was die deutschen Diplomaten ihrer Regierung in Berlin verschwiegen. Die Sowjetunion, die dem Pakt nicht beitrat, wäre als Führungsmacht von Ostasien und Europa ausgeschlossen worden und hätte sich nach Süden auf Persien, Afghanistan und Indien ausrichten müssen. Japan beanspruchte zwar auch Indien langfristig als Herrschaftsbereich, hätte aber bei der Realisierung eines Viermächtepaktes oder eines großen Kontinentalblocks akzeptiert, dass Indien in den sowjetischen Interessenbereich gefallen wäre.
Wegen unterschiedlicher politischer, wirtschaftlicher und militärischer Interessen kam es immer wieder zu Abstimmungsschwierigkeiten zwischen den Signatarstaaten. Insgesamt hatte der Vertrag wegen der extremen Entfernung zwischen Japan und seinen europäischen Partnern (Trennung durch den asiatischen Kontinent und die Ozeane) eher symbolische Bedeutung.

## Wortlaut des Dreimächtepakts zwischen Deutschland, Italien und Japan
„Die Regierungen von Deutschland, Italien und Japan sehen es als eine Voraussetzung für einen dauerhaften Frieden an, daß jede Nation der Welt den ihr gebührenden Raum erhält. Sie haben deshalb beschlossen, bei ihren Bestrebungen im großostasiatischen Raum und in den europäischen Gebieten Seite an Seite zu stehen und zusammenzuarbeiten, wobei es ihr vornehmstes Ziel ist, eine neue Ordnung der Dinge zu schaffen und aufrechtzuerhalten, die geeignet ist, Gedeihen und Wohlfahrt der dortigen Völker zu fördern. Es ist ferner der Wunsch der drei Regierungen, die Zusammenarbeit auf solche Nationen in anderen Teilen der Welt auszudehnen, die geneigt sind, ihren Bemühungen eine ähnliche Richtung wie sie selbst zu geben, damit so ihre auf den Weltfrieden als Endziel gerichteten Bestrebungen verwirklicht werden können. Dementsprechend haben die Regierungen von Deutschland, Italien und Japan folgendes vereinbart:
Artikel 1 Japan anerkennt und respektiert die Führung Deutschlands und Italiens bei der Schaffung einer neuen Ordnung in Europa.
Artikel 2 Deutschland und Italien anerkennen und respektieren die Führung Japans bei der Schaffung einer neuen Ordnung im großostasiatischen Raum.
Artikel 3 Deutschland, Italien und Japan kommen überein, bei ihren Bemühungen auf der vorstehend angegebenen Grundlage zusammenzuarbeiten. Sie übernehmen ferner die Verpflichtung, sich mit allen politischen, wirtschaftlichen und militärischen Mitteln gegenseitig zu unterstützen, falls einer der drei Vertragschließenden Teile von einer Macht angegriffen wird, die gegenwärtig
nicht in den europäischen Krieg oder in den chinesisch-japanischen Konflikt verwickelt ist.
Artikel 4 Um den gegenwärtigen Pakt zur Durchführung zu bringen, werden unverzüglich gemeinsame technische Kommissionen zusammentreten, deren Mitglieder von den Regierungen Deutschlands, Italiens, und Japans zu ernennen sind.
Artikel 5 Deutschland, Italien und Japan erklären, daß die vorstehenden Abmachungen in keiner Weise den politischen Status berühren, der gegenwärtig zwischen jedem der drei Vertragschließenden Teile und Sowjet-Rußland besteht.
Artikel 6 Der gegenwärtige Pakt soll sofort mit der Unterzeichnung in Kraft treten und 10 Jahre, berechnet vom Tag seines Inkrafttretens an, in Geltung bleiben. Rechtzeitig vor dem Ablauf dieser Frist werden die Hohen Vertragschließenden Teile, falls einer von ihnen darum ersucht, in Verhandlungen über seine Erneuerung eintreten.
Zu Urkund dessen haben die Unterzeichneten, von ihren Regierungen gehörig bevollmächtigt, diesen Pakt unterzeichnet und mit ihren Siegeln versehen.
Ausgefertigt in dreifacher Urschrift in Berlin am 27. September 1940 – im XVIII. Jahr der Faschistischen Ära – entsprechend dem 27. Tage des 9. Monats des 15. Jahres der Ära Syōwa.
Joachim von Ribbentrop
Ciano
来栖 三郎 (Saburo Kurusu)“

## Erweiterungen des Dreimächtepaktes
Berlin und Rom versuchten im Herbst 1940, die Balkanländer in den Dreimächtepakt einzubeziehen. Sie waren bereits vor dem Krieg wichtige Rohstoff- und Nahrungsmittellieferanten und sollten damit nun auch politisch an die Achse gebunden werden. Jugoslawien und Griechenland hatten bis dahin eine großbritannien- und frankreichfreundliche Politik betrieben.

### Königreich Ungarn
Als erstes Land trat Ungarn am 20. November 1940 dem Dreimächtepakt bei. Die Unterzeichnung erfolgte durch Außenminister István Csáky im Gelben Saal des Schlosses Belvedere in Wien. Das Land war als Bestandteil der Doppelmonarchie Österreich-Ungarn mit dem Deutschen Reich während des Ersten Weltkriegs verbündet gewesen. Durch den Vertrag von Trianon hatte Ungarn den größten Teil seines Vorkriegsterritoriums an die Tschechoslowakei, Jugoslawien und Rumänien verloren. Ziel der Politik des autoritär regierenden Reichsverwesers Admiral Miklós Horthy war die Revision der Nachkriegsordnung. Dazu suchte Ungarn zunächst die Nähe Italiens, nach 1935 immer mehr die Deutschlands. Ungarn hatte an der Zerschlagung des Vielvölkerstaates Tschechoslowakei seinen Anteil, von der es im Ersten Wiener Schiedsspruch die hauptsächlich von Ungarn bewohnten Gebiete (Teile der Südslowakei, Karpato-Ukraine) zurückerhielt. 1940 erhielt Ungarn im Zweiten Wiener Schiedsspruch auch Teile Siebenbürgens und anderer Grenzgebiete zurück, die nach dem Ersten Weltkrieg an Rumänien abgetreten werden mussten. Nach dem Zweiten Weltkrieg verlor es diese hauptsächlich von Ungarn bewohnten Gebiete wieder.
Ungarn beteiligte sich im April 1941 an der Zerschlagung Jugoslawiens und ab 1941 am Deutsch-Sowjetischen Krieg. Nach der Vernichtung der 2. Ungarischen Armee in der Schlacht bei Woronesh 1943 bemühte sich Horthy heimlich um einen Separatfrieden mit den Westalliierten. Das Deutsche Reich besetzte daraufhin am 19. März 1944 das Land (Unternehmen Margarethe) und setzte eine deutschfreundliche Regierung unter Döme Sztójay ein, wobei Horthy im Amt blieb. Nachdem Horthy am 29. August die Regierung Sztójay entlassen und den Dreimächtepakt indirekt aufgekündigt hatte, setzten die von Deutschland unterstützten faschistischen Pfeilkreuzler ihn im Oktober 1944 ab; Ferenc Szálasi wurde „Führer der Nation“. Am 31. Dezember 1944 erklärte eine von der Sowjetunion aus ungarischen kriegsgefangenen Militärs gebildete Gegenregierung dem Deutschen Reich den Krieg.

### Königreich Rumänien
Ursprünglich ein traditioneller Verbündeter Frankreichs und Großbritanniens, trat Rumänien am 23. November 1940 dem Dreimächtepakt bei, um sich vor einer sowjetischen, aber auch vor einer deutschen Aggression zu schützen. Am 28. Juni hatte die Sowjetunion die rumänischen Provinzen Bessarabien, Herza-Gebiet und die nördliche Bukowina besetzt und annektiert. Am 30. August 1940 wurde Rumänien von Deutschland gezwungen, das nördliche Siebenbürgen im Zweiten Wiener Schiedsspruch an Ungarn abzutreten. Auch das 1913 von Bulgarien gewonnene Gebiet der Süd-Dobrudscha musste Rumänien 1940 auf deutschen Druck zurückgeben. 1941 rückte die deutsche Wehrmacht in Rumänien ein, um das Land als Aufmarschgebiet für das Unternehmen Barbarossa sowie als Rohstofflieferant von Öl und Getreide zu nutzen. Rumänische Streitkräfte kämpften an der Seite der Deutschen gegen die Sowjetunion und eroberten die 1940 sowjetisch besetzten Gebiete zurück, sowie darüber hinaus Transnistrien und begleiteten die deutschen Truppen weiterhin an der südlichen Ostfront bis Stalingrad und zum Kaukasus. Mit über 300.000 Gefallenen hat Rumänien nach Deutschland die höchsten Verluste der Achsenmächte in Europa hinnehmen müssen. Nachdem Rumänien am 23. August 1944 den Alliierten beigetreten war, konnte das an Ungarn abgetretene Transsylvanien wieder zurückgewonnen werden, allerdings wurden von der UdSSR das Herzagebiet, Bessarabien und die nördliche Bukowina einbehalten, zudem verblieb die Süddobrudscha bei Bulgarien. Zusätzlich musste Rumänien 1948 noch die Schlangeninsel an die Sowjetunion abtreten.

### Slowakische Republik

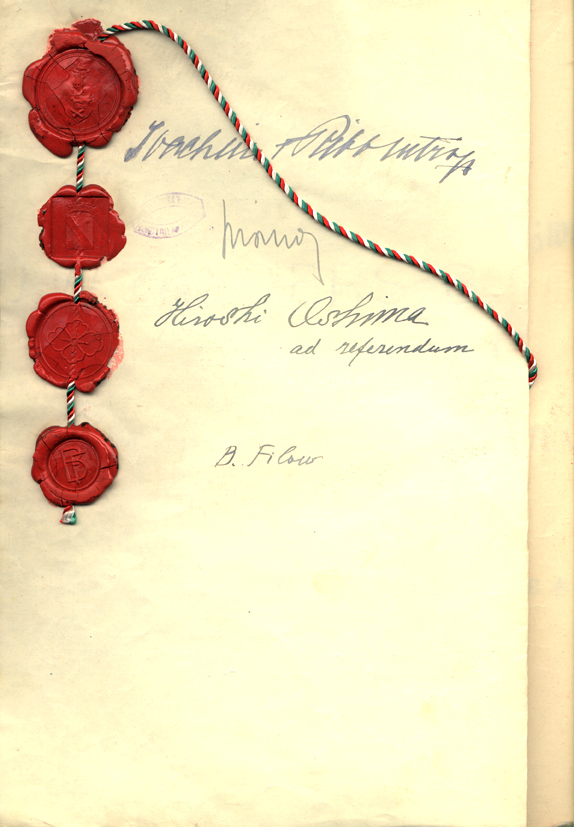
Bulgariens Beitritt am 1. März 1941

Die Slowakei erklärte sich 1939 von der Tschechoslowakei unabhängig und schloss danach umgehend am 23. März 1939 einen Schutzvertrag mit Deutschland. Damit wurden dem Deutschen Reich weitreichende Einflussmöglichkeiten auf die slowakische Wirtschafts- und Außenpolitik eingeräumt. Am 24. November 1940 wurde dann der Dreimächtepakt offiziell gezeichnet.
Slowakische Streitkräfte beteiligten sich am deutschen Überfall auf Polen und am Russlandfeldzug 1941–1945. Die Slowakei erklärte sogar Großbritannien und den USA den Krieg. Bis zum Slowakischen Nationalaufstand am 29. August 1944 blieb der Slowakei eine Besetzung durch die Wehrmacht erspart. Nach der deutschen Niederschlagung des Aufstandes wurde durch Partisanenverbände weiter starker Widerstand geleistet, bis das Land 1945 von sowjetischen und tschechoslowakischen Truppen befreit wurde. In den befreiten Gebieten wurde die Tschechoslowakische Republik wiederhergestellt, die Slowakei wurde wieder eingegliedert.

### Königreich Bulgarien
Bulgarien, im Ersten Weltkrieg ein Verbündeter Deutschlands, trat den Achsenmächten am 1. März 1941 bei. Zar Boris III. entschied, sich mit dem Deutschen Reich zu verbünden, nachdem Hitler ihm alle vom Friedensvertrag von San Stefano betroffenen Gebiete zugesichert hatte, u. a. die Städte Niš, Thessaloníki und Skopje. Hitler versprach ebenso eine Wiedervereinigung mit den mazedonischen „Brüdern“. Dadurch hatte der Kriegsbeitritt für Bulgarien eine eigenständig völkisch-nationale Komponente. Bulgarien verließ die „Achse“, als die Rote Armee im Norden näherrückte und am 9. September 1944 die Bulgarische Kommunistische Partei die Regierung Bulgariens stürzte. Bulgarien kämpfte an der Seite der Alliierten weiter, erhielt jedoch nach Kriegsende keine Gebietszuwächse. Lediglich die 1940 von Rumänien erzwungene Rückgabe der Süddobrudscha wurde im Friedensschluss 1947 bestätigt.

### Königreich Jugoslawien
Das Königreich Jugoslawien unterzeichnete am 25. März 1941 den Dreimächtepakt, aber nur zwei Tage später ließ ein von Großbritannien unterstützter Staatsstreich Jugoslawiens Loyalität zur „Achse“ fraglich erscheinen. Obwohl König Peter II. von Jugoslawien Bündnistreue schwor, wurde am 6. April die Hauptstadt Belgrad bombardiert und das Land von der deutschen Wehrmacht überfallen. Der Balkanfeldzug endete mit der Kapitulation Jugoslawiens am 17. April und Griechenlands am 23. April 1941.
Jugoslawien wurde zerschlagen und verschwand von der Landkarte: Das Deutsche Reich annektierte Slowenien, Italien annektierte Dalmatien, Bulgarien annektierte Mazedonien, und der italienische Satellitenstaat Albanien annektierte Montenegro. Aus Kroatien und Bosnien-Herzegowinas wurde der faschistische Unabhängige Staat Kroatien, der dann auch dem Dreimächtepakt beitrat. In Serbien wurde eine Marionettenregierung unter Führung des Achsen-freundlichen serbischen Generals Milan Nedić eingesetzt.
Die bulgarische Annexion Mazedoniens 1941 wurde von Ivan Mihailovs Innerer Mazedonischer Revolutionärer Organisation (IMRO) begrüßt. Bulgarien bezeichnete Mazedonien als historisch bulgarisches Land. Als die bulgarische Regierung die „Achse“ Anfang September 1944 verließ und dem Deutschen Reich den Krieg erklärte, bot Berlin Mihailov Unterstützung für mögliche Unabhängigkeitsbestrebungen Mazedoniens an, was Mihailov aber ablehnte.
Es formierte sich heftiger Widerstand gegen die faschistischen Besatzer Jugoslawiens. Die Partisanen unter Josip Broz Tito stellten die größte Widerstandsgruppe dar. Zeitweise gelang es ihnen, ganze Landesteile von der NS-Besetzung zu befreien und die Republik Užice innerhalb der serbischen Landesgrenzen auszurufen. Serbische nationalistisch-monarchistische Tschetnik-Verbände bekämpften ebenfalls das kroatische Ustascha-Regime und die Nationalsozialisten. Tschetniks und Partisanen bekämpften sich während des Krieges aufgrund unvereinbarer politischer Zielsetzungen auch gegenseitig. Jugoslawien wurde 1944 von jugoslawischen Widerstandskämpfern und der Roten Armee vom Faschismus befreit, und es wurde eine Volksrepublik nach Vorbild der Sowjetunion ohne vorherige demokratische Abstimmung deklariert.

### Unabhängiger Staat Kroatien
Die faschistische Ustascha rief am 10. April 1941 auf Teilen des besetzten jugoslawischen Gebiets den Unabhängigen Staat Kroatien (NDH) aus. Ante Pavelić wurde zum Machthaber des neuen Staates. Er trat am 15. Juni 1941 dem Dreimächtepakt bei. Der Staat wurde in erster Linie aus nationalistischen Motiven gegründet, als Reaktion auf die pro-serbische königlich-jugoslawische Regierungspolitik. Hunderttausende Serben wurden von den Faschisten in Konzentrationslager (Jasenovac und Stara Gradiška) deportiert, in denen die meisten starben.

## Verhandlungen mit der Sowjetunion
Von Seiten des Auswärtigen Amtes und der deutschen Botschaft in Moskau gab es Überlegungen, den Dreimächtepakt durch einen Beitritt der Sowjetunion, mit der das Deutsche Reich durch einen Freundschaftsvertrag verbunden war, zu einem „Viermächtepakt“ zu erweitern. Dieses auf zehn Jahre angelegte Bündnis lag auf der Linie von Außenminister Joachim von Ribbentrops Kontinentalblock. Es sollte wie der deutsch-sowjetische Nichtangriffspakt vom August 1939 ein geheimes Zusatzabkommen enthalten. Außer der Aufteilung der Interessensphären war eine Revision des Vertrags von Montreux zugunsten der Roten Flotte vorgesehen, sodass diese freien Zugang zum britisch dominierten Mittelmeer erhalten hätte.
Als der sowjetische Außenminister Molotow am 12. November 1940 zu einem Staatsbesuch nach Berlin kam, legte Ribbentrop ihm nahe, die Sowjetunion solle dem Dreimächtepakt beitreten. Josef Stalin wollte die Sowjetunion keinesfalls in den Krieg gegen Großbritannien hineinziehen lassen und stellte in einer Note vom 25. November Bedingungen für einen Beitritt: Die Wehrmacht sollte sich aus Finnland zurückziehen, Bulgarien sollte dem sowjetischen Machtbereich zugeschlagen werden, Deutschland, Italien und Japan sollten sich einverstanden erklären, dass dieser durch die Türkei und den Iran bis zum Persischen Golf erweitert würde, und Japan sollte gegen eine Entschädigung auf die Rohstoffe auf Nordsachalin verzichten. Hierauf ging Hitler nicht ein.
Ob die Überlegungen um den Viermächtepakt „eine bedeutungsvolle Alternative zu einem deutschen Angriff“ auf die Sowjetunion darstellten oder wegen Hitlers feststehenden Programms, Lebensraum im Osten zu erobern, nur eine „Scheinalternative“ und ein „taktisches diplomatisches Zwischenspiel“ darstellten, ist in der Forschung umstritten. Sicher ist jedoch, dass die diplomatischen Aktivitäten, die Sowjetunion in den Dreimächtepakt einzubeziehen, nicht zu einer Änderung der Dringlichkeit führten, mit denen im Generalstab des Heeres und im Oberkommando der Wehrmacht die Planungen für das Unternehmen Barbarossa, den Feldzug gegen die Sowjetunion, vorangetrieben wurden.

## Verzögerte Anpassung zu Pearl Harbor

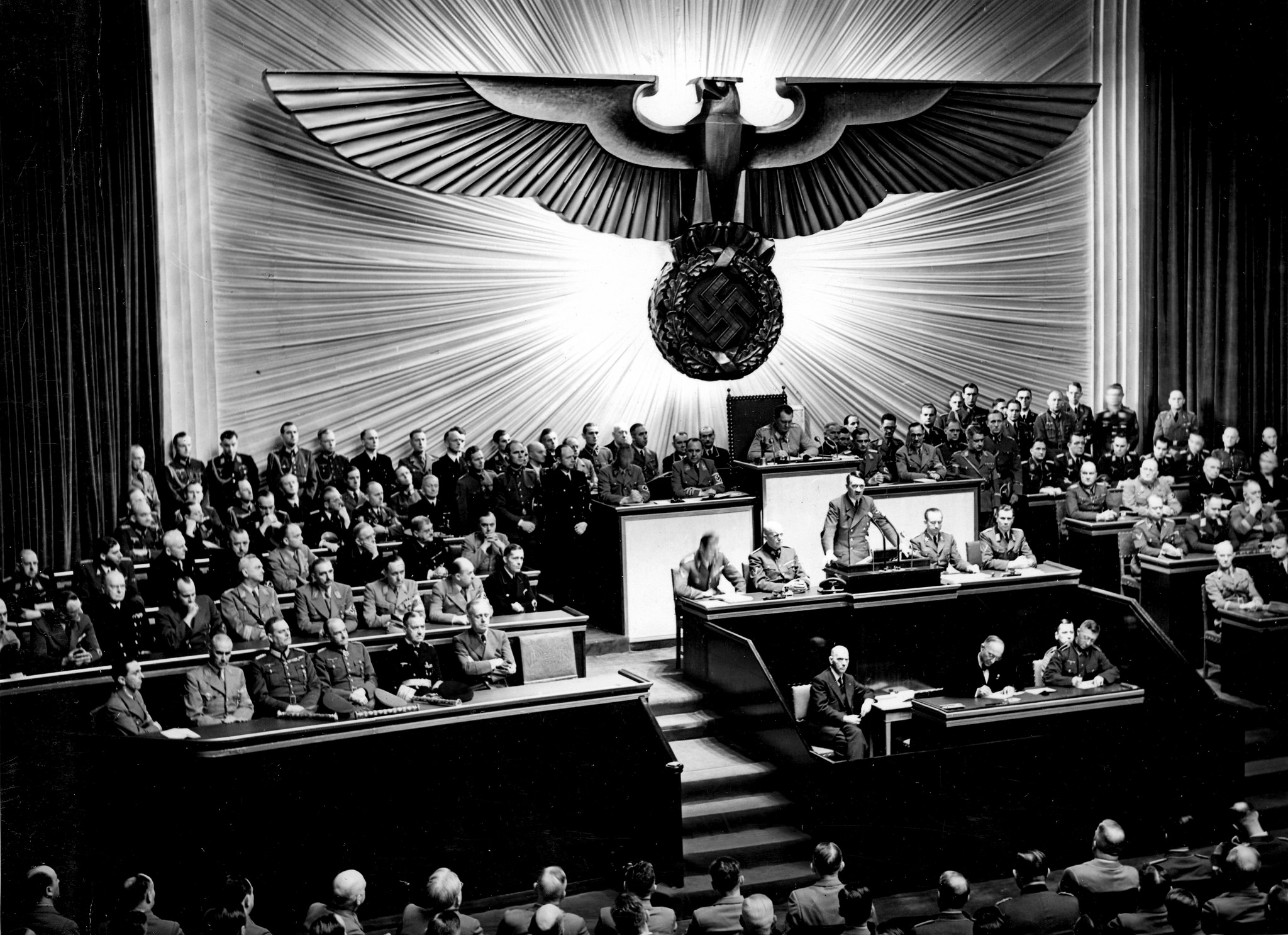
Reichstagsrede Hitlers am 11. Dezember 1941

Der Dreimächtepakt sah eine Beistandsverpflichtung nur für den Fall eines Angriffs auf einen Bündnispartner vor. Hitler hatte im April 1941 dem Außenminister Matsuoka die mündliche Zusage gemacht, dass Deutschland Japan in einem Konflikt mit den USA sofort zu Hilfe eilen würde. Am 5. November 1941 fühlte die japanische Marine über den deutschen Botschafter Eugen Ott vor, ob Deutschland bereit sei, Japan eine Rückversicherung für den Falle eines japanisch-amerikanischen Krieges zu geben und einen Sonderfrieden ausschließen würde. Die Zusicherung Hitlers war in der Zwischenzeit vergessen oder ignoriert worden. Es begann ein hektischer Notenwechsel, um eine Zusicherung zu erreichen, dass Deutschland Japan beistehen würde, wenn es zur „Selbsthilfe“ gegen Amerika greifen müsste. Am 26. November stach ein japanischer Schiffsverband in See, um Pearl Harbor anzugreifen. Am 30. November versicherte Botschafter Ott dem japanischen Außenminister Togo, dass Deutschland zu Japan stehen werde. Vor der Ausarbeitung einer förmlichen Vereinbarung musste Ribbentrop aber noch Hitlers Einverständnis einholen. Dieser war aber tagelang bei Frontbesuchen nicht erreichbar und stimmte erst am 4. Dezember zu. Am selben Tag informierte Ribbentrop auch Mussolini, der ebenfalls zustimmte und sich freute, dass man zum „Krieg der Kontinente“ kommen werde. Staatssekretär von Weizsäcker rechnete mit dem Abschluss der Verhandlungen bis 6. Dezember, doch es gab noch weitere Einzelheiten zu klären. Als Deutschland und Italien vom japanischen Überfall auf Pearl Harbor erfuhren, waren sie daher aus dem noch bestehenden Vertrag nicht zu einem Kriegseintritt verpflichtet. Eine endgültige Vertragsfassung lag erst am 10. Dezember vor und wurde am 11. Dezember von Ribbentrop, Oshima und Alfieri unterzeichnet. Zur öffentlichkeitswirksamen Verkündung der Kriegserklärung an die USA ließ Hitler die anstehende Reichstagssitzung um einen Tag auf den 11. Dezember 1941 verschieben.